# Padbałoccie (obwód brzeski)
Padbałoccie (biał. Падбалоцце; ros. Подболотье) – wieś na Białorusi, w obwodzie brzeskim, w rejonie łuninieckim, w sielsowiecie Bostyń, przy Łunińskim Rezerwacie Biologicznym.